# Csaba László (fizikus)
Csaba László (Budapest, 1935. szeptember 8. –) Széchenyi-díjas magyar fizikus, informatikus. A Magyar Tudományos Akadémia (MTA) műszaki tudományok kandidátusa.

## Életpályája
1946-52 között a Budapest-Fasori Evangélikus Gimnáziumba járt, majd annak megszüntetése után a budapesti József Attila Gimnáziumban érettségizett 1953-ban. 1958-ban az Eötvös Lóránd Tudományegyetem Természettudományi Karán fizikus oklevelet szerzett.
1958-1965 között a Beloiannisz Híradástechnikai Gyárban (BHG), majd az ORION-ban dolgozott gyártmánytervezőként a Mikrohullámú Fejlesztési Osztályon, ahol kidolgozták a többcsatornás beszédátvitel célú, mikrohullámú berendezés-családot, amelynek elemeit az ORION gyártotta, és a Szovjetunió gázvezetékeit kiszolgáló hírközlő rendszerek részeként üzemelt.
1965-ben az MTA Automatizálási Kutató Intézetének (az MTA SZTAKI elődje) Digitális Osztályára került. Az osztály fő profilja az elektronikai ipar automatizálásához szükséges digitális berendezések számítógéppel segített tervezése (CAD), gyártása (CAM) és ellenőrzése volt. Osztályvezetőként irányította néhány  mérőberendezés tervezését, továbbá a Mechanikai Mérőműszerek Gyárába (MMG) telepített ún. MŰHELYGÉP kidolgozását, amely rugalmas gyártó cellát alkotott, ahol kisszámítógép vezérelte a gyártó és mérő berendezéseket. Több távközlési berendezés tervezésén túlmenően jelentős munkája volt a számítógépekben tárolt bináris adatok továbbítása egy teljesen új digitális átviteli eljárás alapján. Az eljárás szabadalom lett, az adatátviteli berendezés gyártásba került, az eljárás kandidátusi értekezésének témáját képezte.
1979-1990 között az MTA Számítástechnikai és Automatizálási Kutatóintézetben (MTA SZTAKI) a nagyterületű számítógép-hálózati kutatások vezetője volt. 
A számítógép-hálózati kutatásokra alapozva az IIF Program (a Nemzeti Információs Infrastruktúra Fejlesztési Program elődje) keretében 1986-1989 között vezetésével létrehozták azt a számítógép-hálózatot, amelynek magja a nemzetközi távközlési vállalatok szabványainak (CCITT X.25) megfelelő csomagkapcsoló számítógép volt. 1988-ra kiépítették a végfelhasználói rendszereket is, amelyekkel a felhasználók olyan szolgáltatásokat tudtak igénybe venni, mint az e-mail, a fájl átvitel és az adatbázisokhoz való hozzáférés. Ezért a teljesítményért 1993-ban Bakonyi Péterrel együtt megosztott Széchenyi-díjban részesült.
1986-1996 között az Információs Infrastruktúra Fejlesztési (IIF) Program és a Nemzeti Információs Infrastruktúra Fejlesztési (NIIF) Program Műszaki Tanácsának elnöke volt, és jelentősen hozzájárult annak a szakember-gárdának a kineveléséhez, amely sikeresen folytatta az NIIF hálózatának fejlesztését és működtetését. Meghatározó szerepe volt abban, hogy a Hungarnet Egyesület 1992. évi megalakulása után Magyarország az európai kutatói hálózat tagjává válhatott és az NIIF rendszer az Internet részévé vált, annak szolgáltatásai bevezetésre kerültek.
1990-től az Allianz Hungária Biztosító számítóközpontját igazgatta.

## Családja
Értelmiségi családból származik. Édesapja Csaba László evangélikus lelkész, valamint történelem és földrajz szakos tanár, édesanyja Hautzinger Etelka Veronika tanítónő volt. Két testvére közül András orvos, Gábor gépészmérnök. Rigó Erzsébet tanítónőnek 1962. július 22-én fogadott örök hűséget. Felesége 2019. december 26-án hunyt el, hamvai szeretett evangélikus gyülekezetének urnatemetőjében nyugszanak. Ákos fiuk 1965-ben, Zsolt 1969-ben született, mindketten a SOTE-n végeztek. Négy unokája van: Ákos gyermekei Janka és Levente, Zsolt gyermekei Réka és Dávid.

## Hobbija
Fiatal korában kézilabdázott, és szabadonrepülő modelleket készített a gimnáziumában. Nyugdíjasként rádió irányítású (RC) repülő modellek repülését szimuláló számítógépes programok képernyő háttereként gömbpanoráma fényképeket készített, itthon kb. 50 modell repülőtérről. Ezek, illetve több külföldi panorámakép alapján 3D szimulált modell repülőtereket készített. A munkáit összegző, alapvetően angol nyelvű rövid modell repülőtér ismertető (amelynek fő célja a programok letöltése) megnézhető a honlapján.

## Díjai
- Széchenyi-díj (1993);
- NJSZT Kalmár-díj (1987);
- Hungarnet-díj (2007);
- NJSZT Életmű-díj (2015).